# Hitman
A Hitman lopakodós videójáték-sorozat, melyet a dán IO Interactive fejleszt. A sorozat legtöbb része Windowson kívül elérhető konzolokra is: Nintendo GameCube, PlayStation 2, PlayStation 3, Xbox, és Xbox 360. Ezen kívül könyv formájában is megjelent egy novella ("Hitman: Enemy Within"), valamint 2007-ben Timothy Olyphant főszereplésével a Hitman – A bérgyilkos című film.
A sorozat főhőse a 47-es ügynök, aki egy kopasz, kifogástalan öltönyt viselő bérgyilkos, akit testőrökkel védett emberek megölésére specializáltak. A játék zenéjét Jesper Kyd szerezte, vegyesen elektronikus és nagyzenekari tételekkel - ez utóbbiakat egyébként a Budapesti Szimfonikus Zenekarnak köszönhetjük.

## Játékok
A játéksorozat meglehetősen magas besorolási rátával rendelkezik az ESRB skáláján (17+, Mature), köszönhetően az erőszaknak és a vérnek. Mindegyik epizód nézőpontja harmadik személyű, a főhőst kívülről mutató, noha át lehet kapcsolni első személyű nézetbe is (kivéve az első részben).
A következő részek jelentek meg:
- Hitman: Codename 47 – 2000
- Hitman 2: Silent Assassin – 2002
- Hitman: Contracts – 2004
- Hitman: Blood Money – 2006
- Hitman: Absolution – 2012
- Hitman: Go – 2014
- Hitman: Sniper – 2015
- Hitman – 2016[1]
- Hitman 2 – 2018
- Hitman 3 – 2021

A játékok egy része csomagban is megjelent:
- 2007 – Hitman Trilogy / Hitman: The Triple Hit Pack / Hitman Triple Pack (Hitman 2: Silent Assassin, Hitman: Contracts, Hitman: Blood Money)
- 2009 – Hitman: Ultimate Contract (Hitman: Codename 47, Hitman 2: Silent Assassin, Hitman: Contracts, Hitman: Blood Money) [Csak Európában]
- 2013 – Hitman HD Trilogy (Hitman 2: Silent Assassin, Hitman: Contracts, Hitman: Blood Money)

## Játékmenet
A játékok küldetés-rendszerűek: minden pálya egy-egy feladatot rejt magában, amely általában az, hogy végezzünk valakivel, esetleg több személlyel. Ennek a mikéntje nincsen behatárolva, a megoldási lehetőségek széles tárháza áll a játékos rendelkezésére. Lehet vérfürdőt csapva kivégezni a térképen található összes embert, de lehet lopakodva, csendesen, minimális áldozattal is végrehajtani egy küldetést. A játék az utóbbit preferálja, és az ezt az utat követőket jutalmazza. A játéksorozat későbbi epizódjaiban a célszemélyek likvidálását leginkább úgy kell megrendeznünk, mintha az baleset lett volna.
A 47-es ügynök, hogy fenntartsa álcáját, képes beöltözni álruhákba, melyeket jobbára elkapott ellenfeleiről vesz le. Ennek az álcának a hatékonysága azonban függ a játékos további viselkedésétől is: ha gyanút kelt, akkor könnyen lelepleződhet.
A karakter mozgását a fejlesztők meglehetősen korlátozták: nem lehet ugrani, falra mászni, vagy szakadékokat áthidalni. Ez alól kivételek az előre szkriptelt jelenetsorok. Ennek ellensúlyozására lifteken, létrákon, lépcsősorokon keresztüli közlekedést vezettek be. A későbbi játékokban kerítéseken, sövényeken is át lehet mászni.
A játék fontos eleme az ún. "gyanúmérő" sáv. Ez attól függően kúszik magasabbra vagy csökken alacsonyra, hogy a 47-es ügynök viselkedése mennyire gyanút keltő. Például a kézben tartott fegyver általában figyelemfelkeltő, de például egy tiltott helyen mászkáló pincér is gyanús lehet. A láb alól eltett ellenfeleket képes a játékos elrejteni, hogy a testet nehogy megtalálják az őrök.

## Filmek
- Hitman – A bérgyilkos (2007)
- Hitman – A 47-es ügynök[2] (2015)

## Főszereplők
- 47-es ügynök: genetikai kísérlet eredményeképpen előállított bérgyilkos, akinek a DNS-ét a világ legveszedelmesebb bűnözőiéből állították elő. Következésképpen nem hasonlít a világ egyetlen rasszához tartozó embertípushoz sem igazán, ezért van az, hogy nem válik eleve gyanússá, ha behatol egy helyszínre. Nevét a nyakára tetovált vonalkód számsorai alapján kapta: 640509-040147. Magas, kopasz, kék szemű, aki többnyire kifogástalan fekete öltönyt visel kesztyűvel és piros nyakkendővel. A játékbeli modelljét és a karakter hangját is David Bateson színész kölcsönzi.
- Diana Burnwood: az Ügynökség összekötője. Ő tájékoztatja a 47-es ügynököt az aktuális küldetésekről. Meghatározó szereplője a játéknak, s a későbbiekben jelentős részt vállal a játék történetének alakulásában. Hangját Vivienne McKee kölcsönzi.

Az Hitman: Absolution-ban látszólag a 47-es ügynök meggyilkolja őt, de a végén kiderül, hogy életben van.
- Smith ügynök: egy amerikai CIA-ügynök, aki az Ügynökségnek is dolgozik. Rendszeresen elkapják az ellenfelek és megkínozzák, s a 47-es ügynöknek kell őt kimentenie. Ez végül arra vezeti, hogy munkaidőben leigya magát, ami csak még jobban megnehezíti a dolgát. Bár ő is rengetegszer használja az álcáit, legtöbbször mégis kínzás közben, az USA-mintás boxeralsójában találunk rá. Smith hálás azért, hogy 47-es mindig megmenti, de ez fordítva sajnos nem így van.
- Lei-Ling: fiatal kínai lány, akit gyermekkorában elraboltak, és Lee Hong bordélyházában dolgoztattak. Információért cserébe 47-es megmenti az életét és megszökteti. A későbbiekben már mint a japán Hayamoto bordélyházának tagja bukkan fel, s a későbbi játékokban is felbukkan, epizódszerepben.
- Dr. Otto Wolfgang Ort-Meyer: a 47-es ügynök teremtője és az első rész főgonosza. Egy romániai elmegyógyintézet pincéjében rendezi be főhadiszállását, s állítja elő klónjait.